# Paralelní svět (Hvězdná brána)
Paralelní svět je 20. epizoda 1. řady sci-fi seriálu Hvězdná brána.

## Děj
SG-1 zkoumá cizí komplex na planetě P3R-233. Dr. Daniel Jackson narazí na cizí artefakt, který se podobá zrcadlu. Daniel se dotkne artefaktu a nevědomě vstoupí do alternativní reality. Když Daniel zjistí, že je komplex náhle opuštěný, usoudí, že zbytek SG-1 se vrátil Hvězdnou bránou bez něj, a vytáčí adresu domů.
Po jeho návratu na Zemi, Daniel objevuje, že se SGC musela náhle změnit, hlavně proto, že jej nikdo nezná. Daniel je zatčen plukovníkem Hammondem. Catherine Langford, která se stará o program brány, vyslýchá Daniela a chce vědět jak získal kód SG-1 k otevření Iris. Daniel, stále věřící, že je ve své vlastní realitě, trvá na tom, že je členem SG-1. Během výslechu s Catherine, Daniel rychle zjistí několik rozdílů mezi touto realitou, včetně skutečnosti, že on odmítl nabídku k tomu, aby pracoval na programu Hvězdné brány a také, že Samantha Carterová je civilní astrofyzik pomáhající SGC namísto kapitána v americkém vojenském letectvu.
Když Daniel říká Catherine, že odešla do výslužby a žije s Ernestem Littlefieldem, je šokovaná a doporučuje Jackovi O'Neillovi, který je nyní velící důstojník SGC aby Daniela vyslechl. Když Daniel řekne O'Neillovi, že O'Neill chtěl spáchat sebevraždu po smrti svého syna, získá jeho pozornost. Když vstoupí Dr. Carterová, vysvětluje, že "ztratili" Washington a Filadelfii. Daniel se ptá, co myslí tím "ztratili". Dozví se, že Země je pod útokem Goa'uldů, jeden a půl miliardy lidí je mrtvých a většina světových populačních center byla zničená; včetně egyptského města, které bylo naposledy známým výskytem Danielova protějšku.
Dr. Carterová brzo usuzuje, že Daniel je z alternativní reality, ze které přišel "kvantovým zrcadlem". Analýzou přenosu přijatého z planety odkud Daniel přišel, si Daniel, Sam a Catherine uvědomí, že přenos je ve skutečnosti adresa Hvězdné brány, zřejmě základna nynějšího útoku na Zemi. O'Neill chce poslat skrz bránu bombu, ale Daniel poukazuje na to, že toto Zemi nezachrání, avšak jeho Země ještě má šanci. Navzdory skutečnosti, že bude jediná osoba, kterou mohou zachránit, protože nemají čas na to vytočit bránu více než jednou, alternativní SG-1 souhlasí, že pomůže Danielovi. Nicméně, Apophisovi Jaffové, vedeni Teal'cem, který se v této realitě nikdy nesetkal s SG-1, napadne SGC jako odvetu za zničení Chulaku. SG-1 má kolem dvaceti minut, než mohou Hvězdnou bránu vytočit znovu, a nemusí se povést tak dlouho zadržet Jaffy. Ale Daniel nabízí O'Neillovi videozáznam své mise v jeho realitě a navrhuje, ať jej ukáže Teal'covi, aby jim získal čas. Předtím, než O'Neill konfrontuje Teal'ca, Carterová jej obejme. Catherine se ptá zmateného Daniela, "Ve vaší realitě nejsou zasnoubeni?"
Alternativní členové SG-1 umírají, když se snaží získat Danielovi čas na útěk. O'Neill je zabit Teal'cem, protože Teal'cova manželka a syn byli zabiti při útoku na Chulak. Carterová odjistí granát, který ji zabije spolu s několika Jaffy. Catherine je zastřelena poté, co otevře Hvězdnou bránu Danielovi. SGC je zničena autodestrukcí, hned po tom, co se Danielovi podaří uniknout skrz Hvězdnou bránu. Těsně před průchodem bránou zasáhne Teal'c Daniela tyčovou zbraní. Daniel uniká zpět na planetu se zrcadlem, vyzbrojený adresou brány světa, který představuje základnu pro invazi. Když projde zrcadlem do své reality, najde jej zraněného SG-1.